# Maria Antonina
Cette page présente le prénom Maria Antonina ainsi que ses variantes.
Maria Antonina est un prénom composé féminin et provenant des prénoms Miriam et Antonius.

## Prénom
Ce prénom est porté par :
- Maria Antonina Boniecka (en) (1910-1978), auteure polonaise
- Maria Antonina Czaplicka (1884-1921), anthropologue polonaise
- Maria Antonina Kratochwil (1881-1942), martyr catholique tchèque

## Référence
1. ↑  « Maria Antonietta », sur Name-doctor.com (consulté le 14 janvier 2020).